# 越前丹生農業協同組合

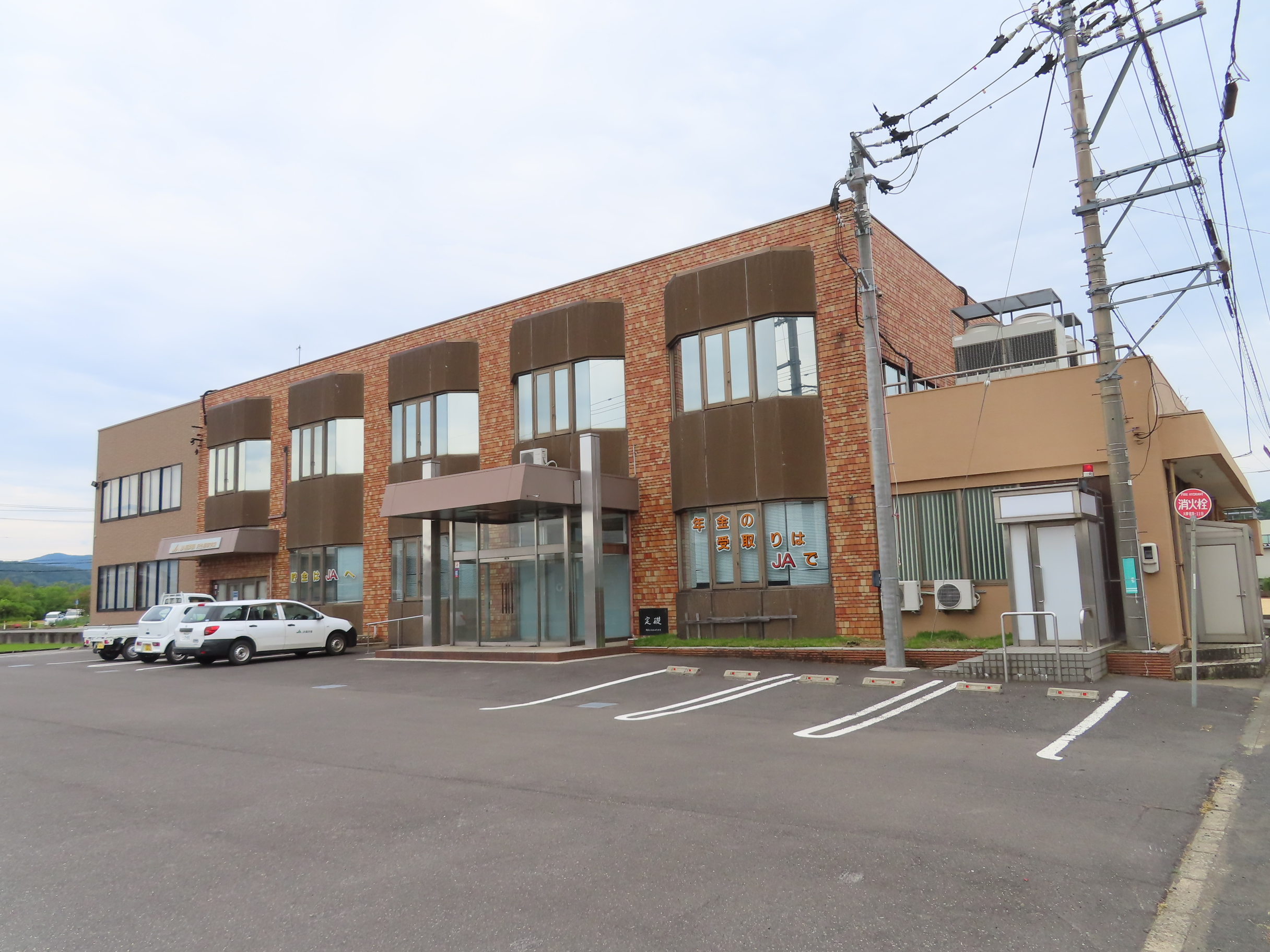
かつて本部が置かれていたJA福井県丹生基幹支店（2023年5月）

越前丹生農業協同組合（えちぜんにゅうのうぎょうきょうどうくみあい）は、かつて福井県丹生郡越前町に本店を置いていた農業協同組合（JA）。通称はJA越前丹生。
2020年（令和2年）4月1日に、越前たけふ農業協同組合（JA越前たけふ）を除く福井県内の各JAと合併し福井県農業協同組合（JA福井県）が発足。これに伴い、JA越前丹生は廃止された。

## 概要
- 丹生郡内のJAこしの、JAあさひ、JA福井清水町、JA織田町、JA越前町、JAみやざきが合併。
- 管轄の区域は越前町、福井市（旧清水町、旧越廼村）
- 本店:福井県丹生郡越前町東内郡1-127（現在はJA福井県の丹生基幹支店となっている[5]）